# Robert of Stichill
Robert of Stichill OSB († 4. August 1274 in L’Arbresle) war ein englischer Geistlicher. Ab 1260 war er Bischof von Durham.

## Herkunft und Aufstieg zum Bischof von Durham
Robert erhielt seinen Beinamen vermutlich nach dem Dorf Stichill im schottischen Roxburghshire unweit der Grenze zu England, wo das Kathedralpriorat von Durham das Patronatsrecht der Pfarrkirche besaß. Sein Vater war Priester, vermutlich war sein Vater Master William Scot. Robert wurde Mönch im Kathedralpriorat von Durham. 1244 erlaubte ihm Bischof Nicholas Farnham, dass er mit den Prior wählen dürfe. Vor 1246 wurde er Küster des Klosters und 1249 gehörte er der Gesandtschaft der Mönche an, die König Heinrich III. um Erlaubnis baten, nach dem Tod von Farnham einen neuen Bischof wählen zu dürfen. Robert wurde Prior der von Durham abhängigen, doch hoch angesehenen Finchale Priory, ehe er am 30. September 1260 als erster Mönch des Kathedralpriorats zum Bischof der Diözese Durham gewählt wurde. Wegen seiner unehelichen Geburt benötigte er einen päpstlichen Dispens, der bereits vom Mönch Henry of Horncastle beantragt worden war. Am 5. Dezember 1260 wurden ihm die Temporalien der Diözese übergeben. Am 13. Februar 1261 wurde er in Southwell von Godfrey de Ludham, Erzbischof von York zum Bischof geweiht.

## Bischof von Durham

### Weltlicher Herrscher im County Durham
Als Bischof achtete Robert darauf, seine weltlichen Herrschaftsrechte, die er als Pfalzgraf des County Durham hatte, zu wahren. Als er selbst im Dezember 1269 die königlichen Richter in einem Streitfall anrief, wurden seine vom König verliehenen Privilegien bestätigt. Auch gegenüber der Stadt Howden sowie gegenüber den Bürgern von Durham soll er erfolgreich seine Vorrechte durchgesetzt haben. Gegen Ende des Zweiten Kriegs der Barone vergab König Heinrich III. das Gut von Greatham im County Durham, das vom Rebellen Peter de Montfort beschlagnahmt worden war. Robert erreichte, dass im Mai 1267 die Schenkung widerrufen wurde, weil ihm als Pfalzgraf beschlagnahmte Güter zustanden. Diese Entscheidung wurde zum Präzedenzfall. Er erwarb noch alle Rechte, die Roger Bertram an Greatham besaß und gründete dort 1273 das heute noch bestehende Hospital of God für 40 Arme.

### Wirken als Bischof
Als Bischof schenkte Robert dem Kathedralpriorat etwa 520 ha Wald und Moorland. Dennoch war sein Verhältnis zum Kathedralpriorat nicht konfliktfrei. Im Dezember 1272 weigerte sich Robert wiederholt, den Rücktritt von Prior Hugh of Darlington zu akzeptieren, da er dessen Vorkehrungen für sein Leben nach dem Amtsverzicht missbilligte. Den Mönchen warf er vor, Ämter ohne seine Zustimmung als Oberhaupt des Kathedralpriorats besetzt zu haben, außerdem hätten sie den Constable von Durham Castle und damit einen Laien als Verwalter des vakanten Priorats eingesetzt. Dessen Anweisungen weigerte er sich zu folgen. Auch über das Recht zur Visitation des Kathedralpriorats soll es einen langwierigen Streit gegeben haben.
1274 nahm Robert am zweiten Konzil von Lyon teil. Dort erhielt er von Papst Gregor X. die Erlaubnis, sein Amt niederzulegen. Bevor er jedoch nach England zurückreisen konnte, starb er in der Burg von L’Arbresle in der Nähe von Lyon. Er wurde in der nahen Benediktinerabtei von Savigny beigesetzt. Sein Herz wurde nach Durham überführt und dort bestattet.